# Дом семьи Р. Г. Патканяна
Дом семьи Р. Г. Патканяна — ростовский памятник градостроительства и архитектуры. Здание расположено на улице Мясникова в историческом районе Нахичевани. По одним данным, здание построено в 1866—1871 годах, по другим — в начале XIX века. С 1998 года зданию присвоен статус объекта культурного наследия России регионального значения.
Здание представляет собой одноэтажное кирпичное здание прямоугольной формы с двускатной крышей. Его фасад выполнен в стиле эклектики с лаконичным кирпичным декором. Композиция строения подчёркивается рустованным цоколем, боковыми лопатками с декоративными поясками и характерными прямоугольными плакетками. Оконные проёмы украшены П-образными сандриками, а в подоконной части размещены прямоугольные декоративные элементы. Карниз выделен рельефным поясом, придающим зданию завершённый облик.
На южном фасаде дома расположена мемориальная плита, свидетельствующая о проживании в этом здании классика армянской литературы Рафаэла Габриэловича Патканяна. В доме поэт родился и жил с 1871 по 1892 годы, и он является важной частью культурного наследия армянской диаспоры Ростова-на-Дону.